# Gröntofsad vipkolibri
Gröntofsad vipkolibri (Stephanoxis lalandi) är en fågel i familjen kolibrier.

## Utbredning och systematik
Den förekommer i östra Brasilien (från södra Minas Gerais till Espírito Santo och nordöstra São Paulo). Tidigare (och i viss mån fortfarande) betraktades purpurtofsad vipkolibri som en underart till lalandi, som då kallades enbart vipkolibri.

## Status
IUCN kategoriserar arten som livskraftig.

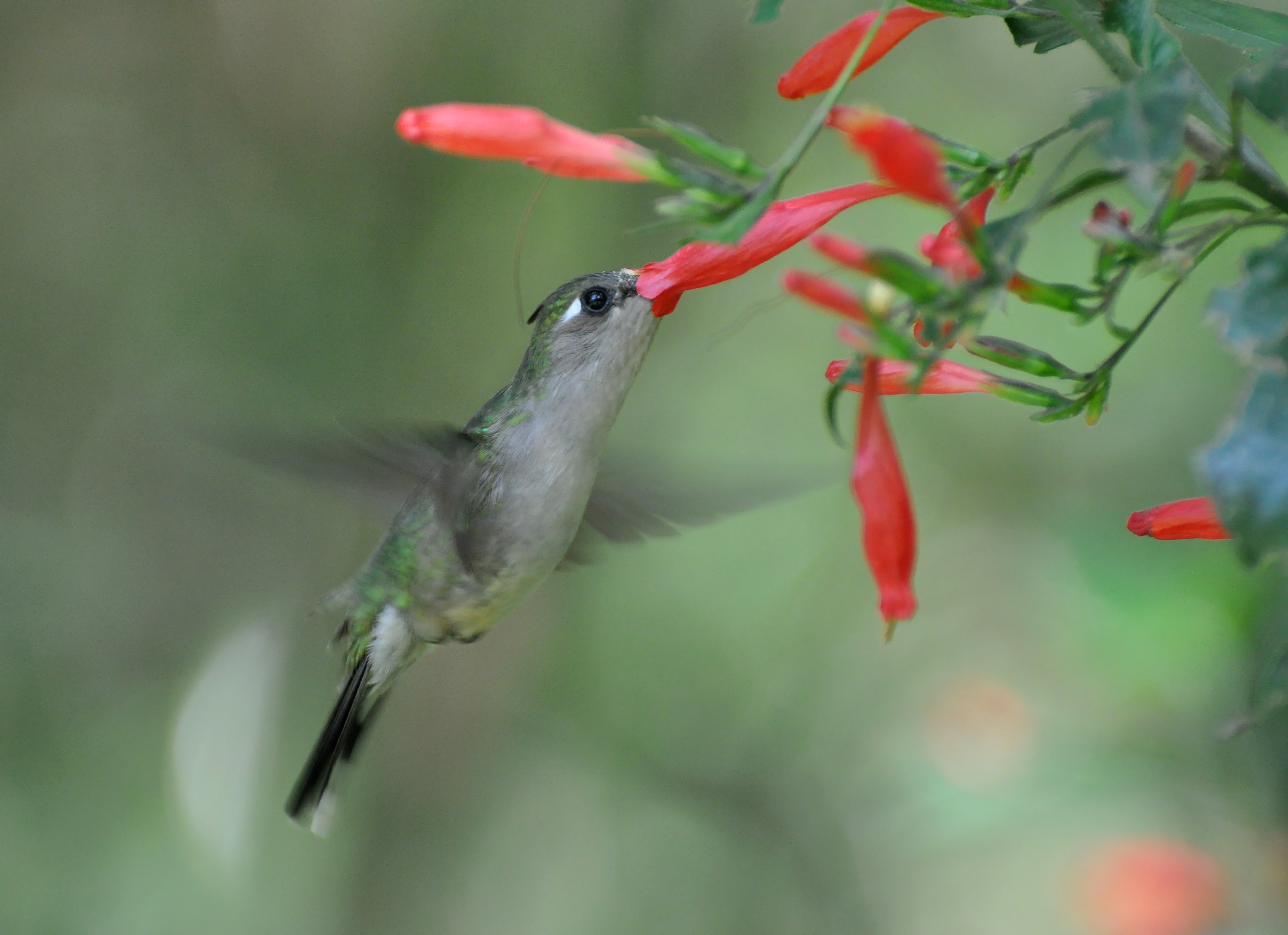
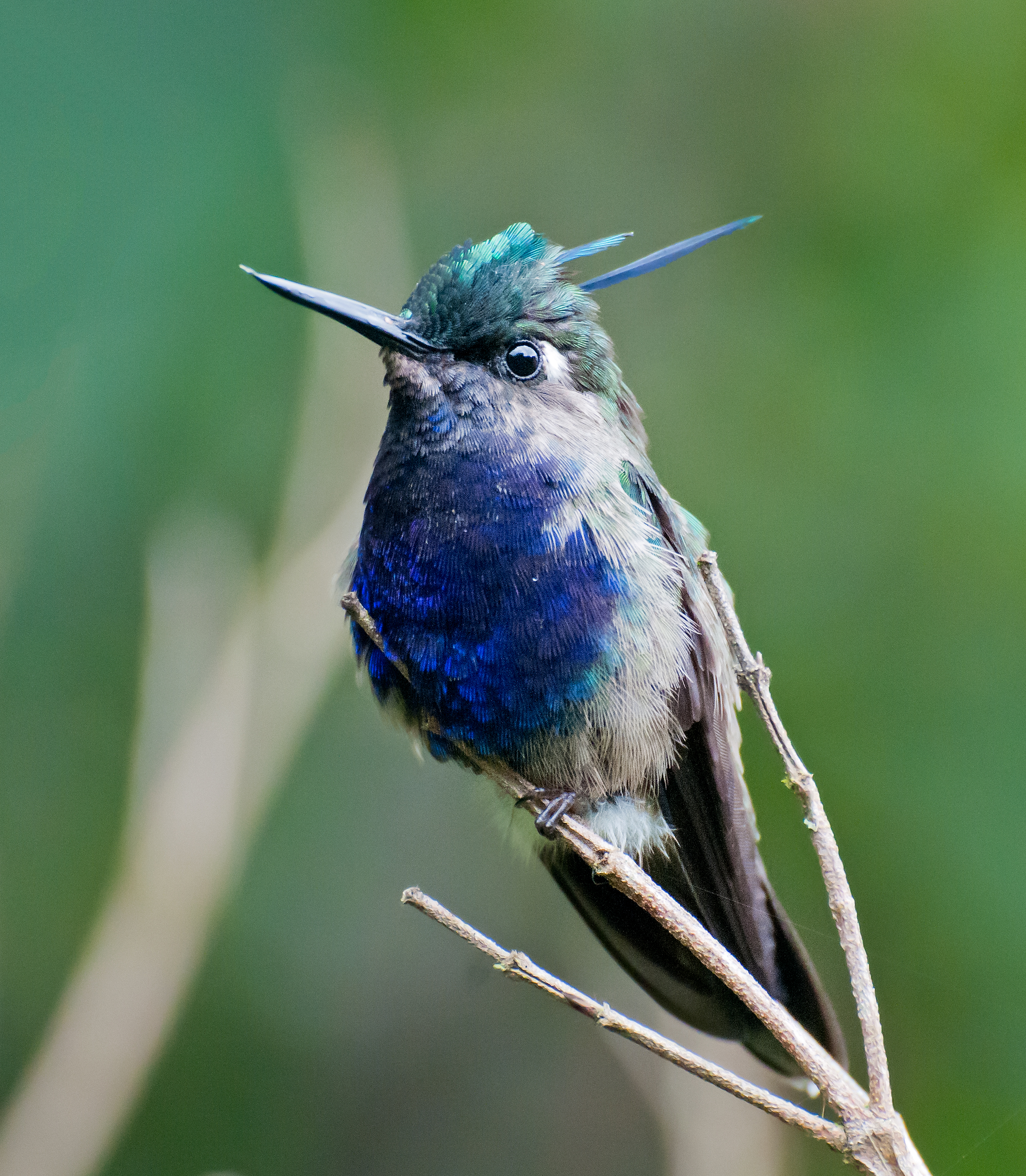